# Grande synagogue de Nuremberg (1874-1938)
Pour les articles homonymes, voir Grande synagogue.

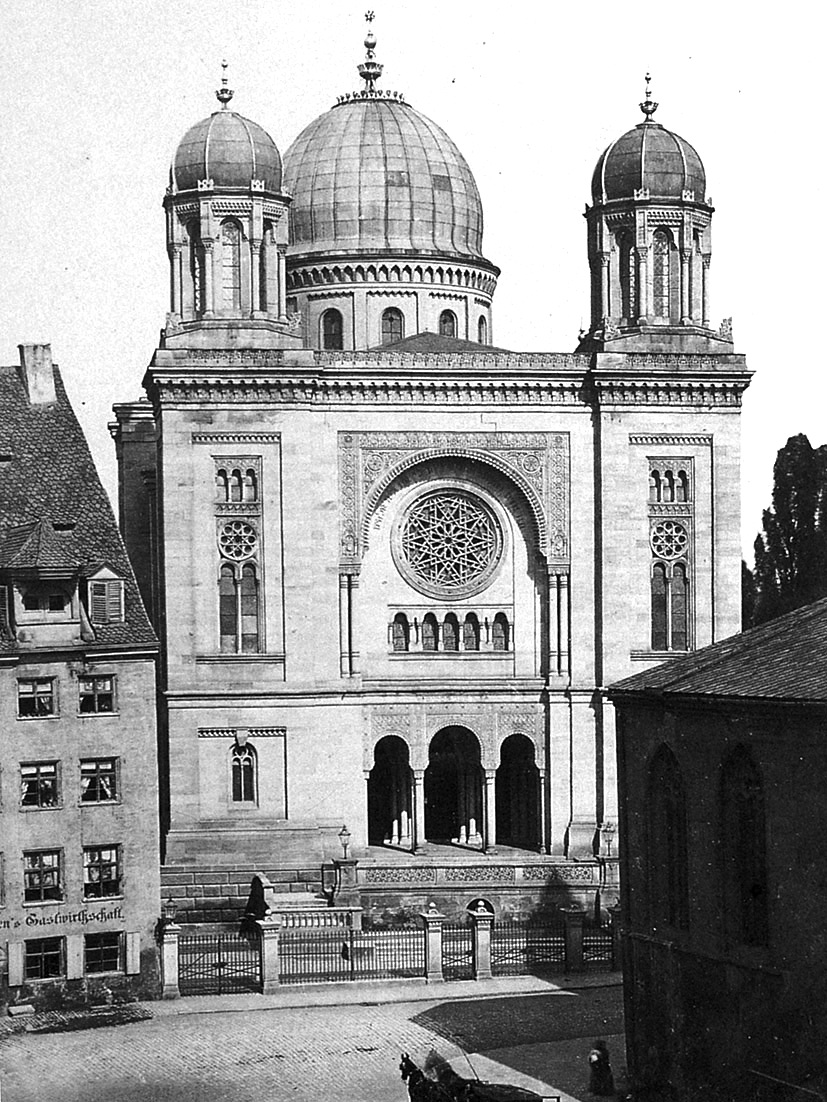
La grande synagogue de Nuremberg

La grande synagogue de Nuremberg a été construite en 1874 sur la Hans-Sachs-Platz, par la communauté juive réformée de Nuremberg.
Elle sera démolie par les nazis dès août 1938, à la différence de la majorité des synagogues d'Allemagne, qui seront détruites par le feu lors de la nuit de Cristal du 9 au 10 novembre 1938.

## Historique de la synagogue

### La construction de la synagogue: 1870-1874
La grande synagogue de Nuremberg est construite selon les plans de l'architecte renommé à l'époque, Adolf Wolff (1832-1885). Vers la fin des années 1860, la communauté juive de Nuremberg compte environ 300 familles et ce nombre continue de progresser. Après la mise en place d'un rabbinat municipal approuvé par le gouvernement royal, la communauté achète un terrain pour la somme de 46 000 florins pour la construction de la synagogue ainsi que des bâtiments communautaires. La première pierre de l'édifice est posée en septembre 1870, et son inauguration a lieu le 8 septembre 1874. Wolff construit la synagogue sur la Hans-Sachs-Platz qui donne directement sur la rivière Pegnitz, près du pont de l'hôpital, selon un plan presque carré.    

### Description de la synagogue
Le magazine juif Allgemeinen Zeitung des Judentums décrit la synagogue dans son édition racontant l'inauguration: 
« Au milieu de la magnifique construction réalisée dans le style mauresque, s'élève un grand dôme  visible de très loin, encadré sur la façade du bâtiment par deux petits dômes. Un perron construit en grès conduit à une balustrade, qui mène vers le portail principal. Celui-ci repose sur plusieurs piliers décorés d'ornements sculpturaux. Au-dessus du portail, se trouve une rosace exécutée en pierre par des mains artistiquement expertes.
 
En entrant à l'intérieur, l'œil est apaisé, avec admiration, par la lumière que laisse pénétrer d'en haut la coupole centrale (Les coupoles latérales ne sont pas visibles de l'intérieur). La voûte du plafond repose sur des arcs-doubleaux, qui s'appuient sur de puissants piliers adossés à des colonnes géminées. De gracieuses colonnes au chapiteau richement décoré à la manière orientaliste, supportent la galerie destinée aux sièges pour les femmes. 
En opposition avec l'ornementation multicolore de l'ensemble de la synagogue, l'Arche Sainte apparait en blanc avec des bordures or. Au-dessus de l'Arche Sainte, se trouve une rosace qui par ses verres colorés, répand une lumière magique.
 L'impression générale de l'ensemble du bâtiment est extrêmement favorable; malgré l'abondance d'ornementation en raison du style, celle-ci ne fait nullement surchargée.  »

### Inauguration de la synagogue
L'inauguration de la synagogue a lieu les 8 et 9 septembre 1874:  
« Le 8 et le 9 septembre a eu lieu l'inauguration de deux grands temples magnifiques, à Nuremberg et à Paris, dont l'intérêt est si important, que nous allons en donner une description détaillée dans les éditoriaux de ce journal. Nous nous réfèrerons aux détails parus dans les journaux de Nuremberg ainsi que dans les Archives israélites…

En décembre 1849, l'émancipation des israélites a été décidée dans le Land de Bavière, et dès le printemps suivant, un marchand israélite se fait enregistré comme citoyen de Nuremberg, exactement 500 ans après la date où les israélites, comme presque partout ailleurs, ont été soumis à de terribles persécutions dans la ville impériale de Nuremberg et que leur synagogue ait été confisquée pour être remplacée par l'église Notre-Dame, à l'instigation de l'empereur Charles IV….

Dès lors, le nombre des israélites va augmenter et atteindre environ 2 000 âmes à Nuremberg. Il était donc tout naturel que le désir d'avoir sa propre maison de Dieu se fasse bientôt sentir pour cette nombreuse communauté. Aussi, depuis 1869, nous voyons sur la Spitalplatz, à l'emplacement de l'ancien Harsdorfer-Hof, que la communauté a acheté, s'élever un magnifique bâtiment, qui peut être considéré comme un ornement de la ville; c'est la nouvelle synagogue, conçue en style mauresque par Baurat Wolff de Stuttgart, qui a aussi construit la synagogue de sa ville.
 
La synagogue compte 546 sièges numérotés pour les  hommes et  389 sièges numérotés pour les femmes. Malgré les limitations imposées par le nombre de places et le fait que tous les hommes de la communauté juive voulaient obtenir une place, les personnes impliquées dans la construction d'autre part, ainsi que les autorités civiles et militaires, les rabbins étrangers et au moins les représentants des plus grosses communautés israélites de Bavière, enfin les représentants de la presse munie de titre devaient être pris en considération; toutes les demandes pour des cartes d'entrée devaient être satisfaites; aussi, on s'est efforcé, sur instruction du conseil, de fournir autant que possible des places debout, tout en s'assurant que toutes les femmes inscrites à temps obtiennent un siège.
   
Beaucoup d'invitations avaient été envoyées pour participer à l'inauguration, et de nombreuses députations des autorités royales et municipales, avec à la tête de cette dernière, le bourgmestre, baron von Stromer, ont assisté aux actes solennels. Les autorités protestantes étaient représentées par le pasteur Seiler (en habit sacerdotal) et le pasteur Baer. Le curé de la paroisse catholique, M. Burger du conseil ecclésiastique, s'était déjà expressément excusé en raison de sa longue maladie. Une députation du corps des officiers de la garnison, avec le colonel Michels, était aussi présente. Von Morett, conseiller du gouvernement, représentait von Feder, président du gouvernement de Moyenne-Franconie.

Peu avant 10 heures, les portes latérales furent fermées, et résonnèrent bientôt les sons d'une procession religieuse, qui annonçaient l'arrivée du cortège provenant de l'ancienne salle de prière. Après qu'ai eut lieu, sur le perron côté ouest, la remise de la clef par l'architecte, M. Wolff, au président de la communauté, et de celui-ci au bourgmestre Stromer, le cortège, avec devant les confirmandes avec des branches de palmier, les confirmands tenant des bougies allumées, puis les rabbins portant les rouleaux de Torah, enfin l'architecte Wolff comme bâtisseur de la synagogue avec les chefs de chantier et les contremaîtres, les invités à la fête et enfin les membres titulaires et les remplaçants de la direction et de la commission de construction, se mit en marche et entra par la porte principale ouverte dans la maison de Dieu, accueilli par des psaumes: « Béni soit celui qui vient au nom de l’Éternel ! », chantés, comme tous les autres chants, par les membres de l'association de chant, sous la direction de Monsieur le Directeur Emmerling. Ceux-ci sont suivis part des chants festifs, la bénédiction et par la procession solennelle accompagnée du chant solo du talentueux chantre principal Singer, (élève du conservatoire de Prague), à la voix baryton-basse, belle et sonore. Après cela, se sont déroulées les cérémonies d'ouverture de l'Arche Sainte et d'allumage de la lampe éternelle (Ner Tamid) pendant le chant du Psaume 84: « Que tes demeures sont aimables, Éternel des armées ! » et le sermon d'inauguration par le Dr Levin, rabbin de la communauté locale...
Le sermon est suivi par la prière de consécration et la bénédiction du souverain de Bavière et du chef de l'Empire allemand, des autorités de la ville, etc., ainsi que de l'architecte de la synagogue et de tous ceux qui ont travaillé à sa construction ou qui l'ont encouragée. Le chant du Psaume 150: « Louez l’Éternel ! Louez Dieu dans son sanctuaire !… » termine la cérémonie qui restera en mémoire de tous ceux qui y ont participé. »
L'après-midi, vers 14 heures, se tient le repas de fête, où les différents participants lèvent un toast. Le bourgmestre, von Stromer, fait un exposé historique sur les relations de la ville avec la communauté juive, et indique qu'au Moyen Âge, un de ses ancêtres, Ulrich Stromer, avait chassé les Juifs de Nuremberg par le feu et l'épée, et le bourgmestre termine par: 

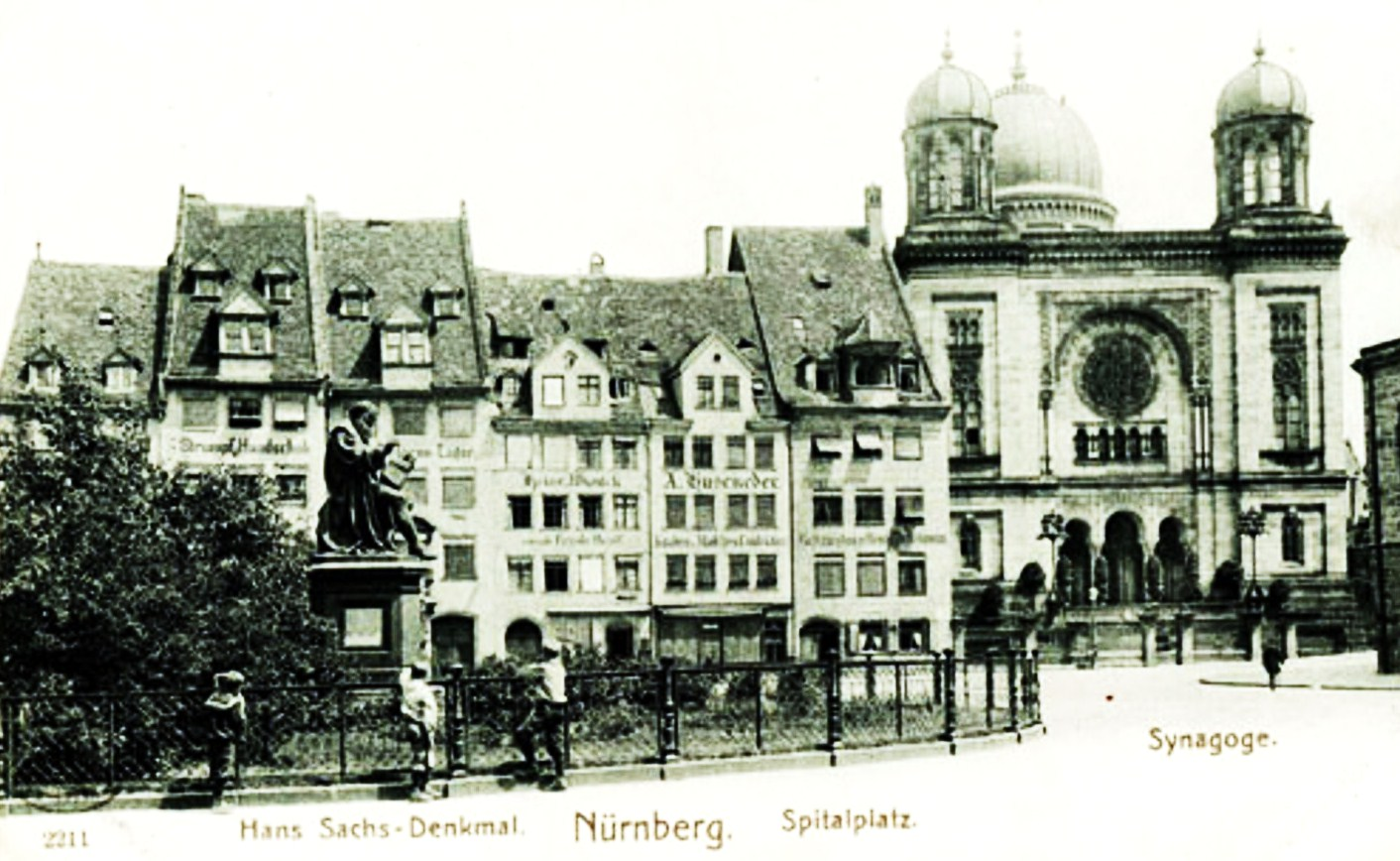
La grande synagogue et la Hans-Sachs-Platz

« Maintenant, à l'opposé de la vision médiévale, il est généralement admis que la solution à la dite question juive va de pair avec le développement et la propagation de la civilisation et de l'humanisme parmi les nations et les individus. »

### La vie de la synagogue
La synagogue sera le centre de la vie cultuelle et culturelle de la communauté juive réformée pendant 64 ans.
En 1875, un orgue est installé dans la synagogue, et lors de son inauguration, un incendie se déclare qui sera vite maîtrisé. Les dégâts causés sont négligeables, mais l'évènement sera pris de façon ironique par la communauté orthodoxe, adversaire de l'orgue dans les synagogues.
En 1886, le prince-régent Luitpold de Bavière (1821-1912), lors d'un séjour à Nuremberg, se rend dans différentes églises de la ville, puis visite la grande synagogue.
En septembre 1897, c'est au tour de l'empereur Guillaume II de visiter la synagogue: 
« L'empereur et l'impératrice ont visité aujourd'hui avec le prince-régent et la princesse Louis la synagogue locale. Là, l'empereur posa des questions sur la situation de la communauté juive et indiqua qu'il avait aussi visité la synagogue de Prague. En sortant de la synagogue, l'empereur et le prince-régent serrèrent la main du rabbin, le Dr Ziemlich. »
.

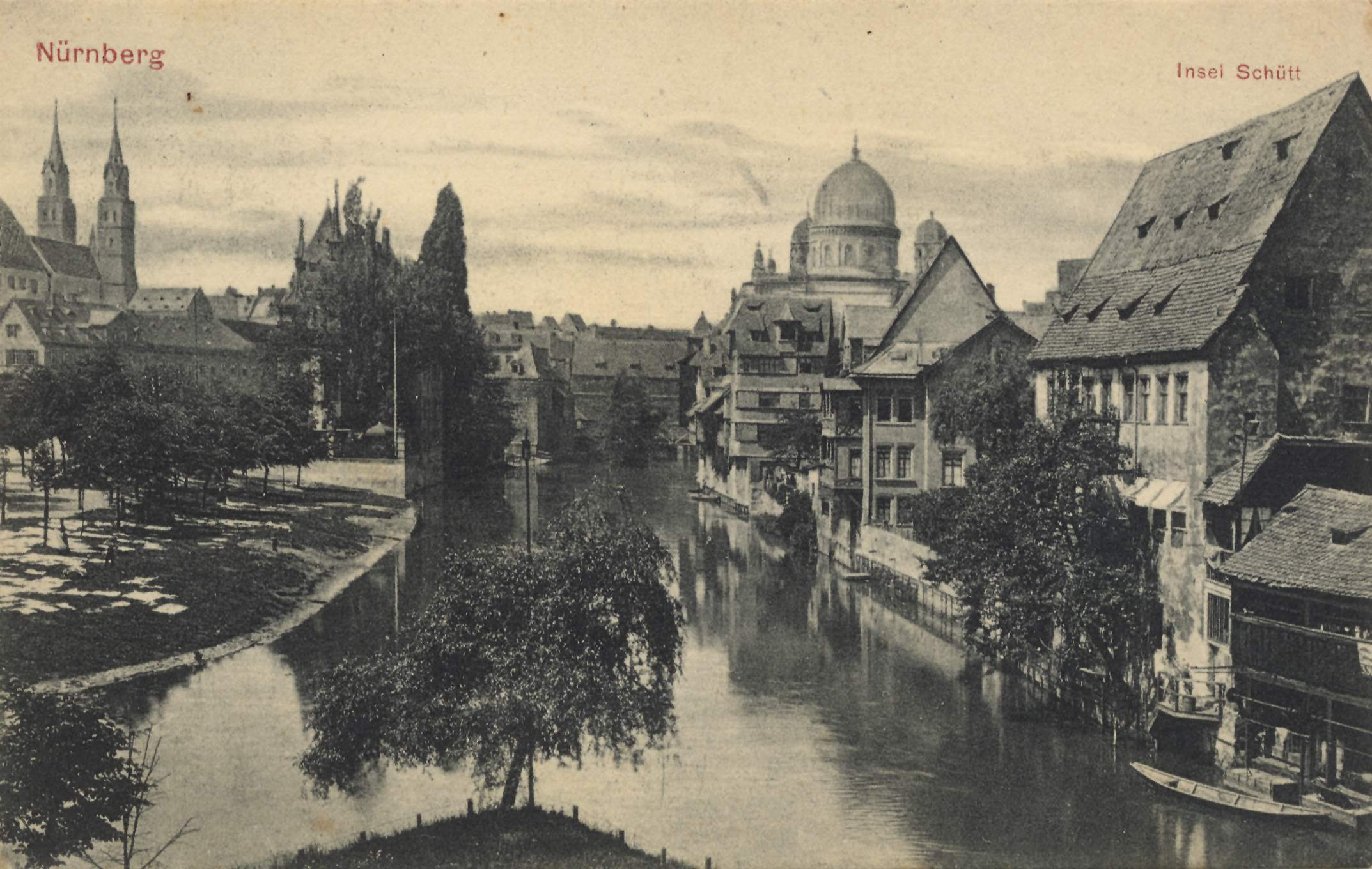
Carte postale: l'ile Schütt et la synagogue en arrière-plan (vers 1900)
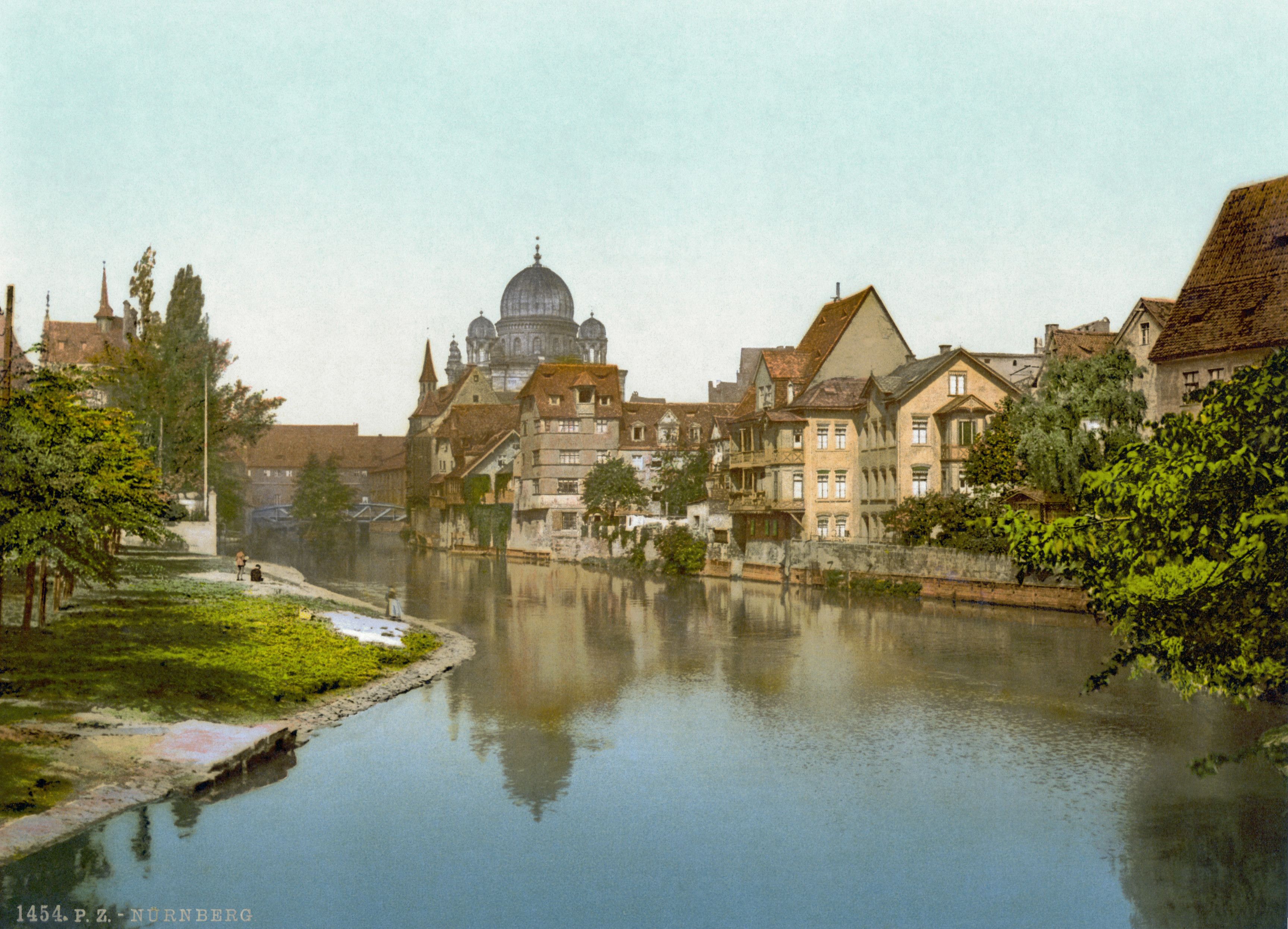
Photo de l"ile Schütt et de la synagogue – Librairie du Congrès américain (entre 1890 et 1905)
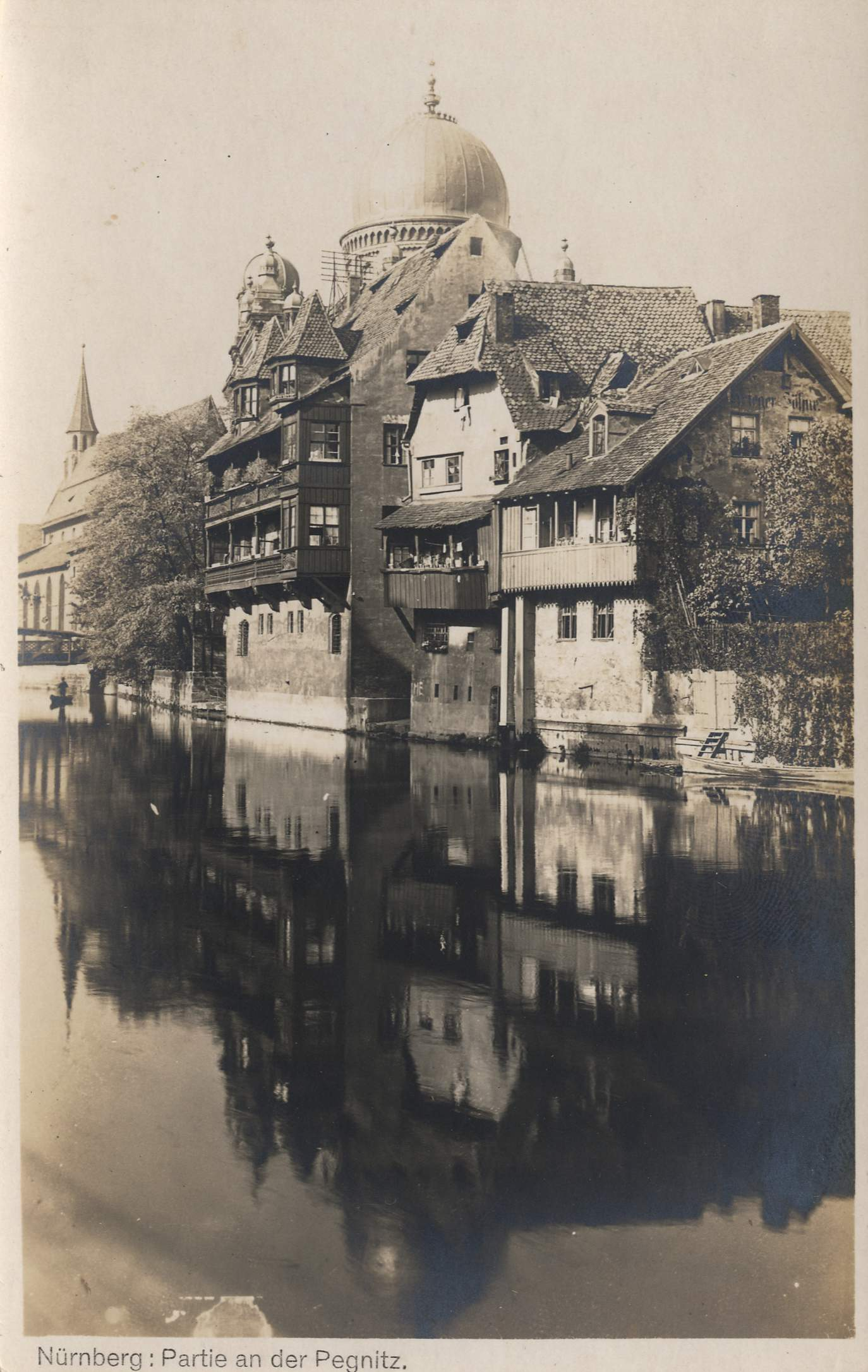
La Pegnitz et la synagogue en arrière-plan (vers 1900)
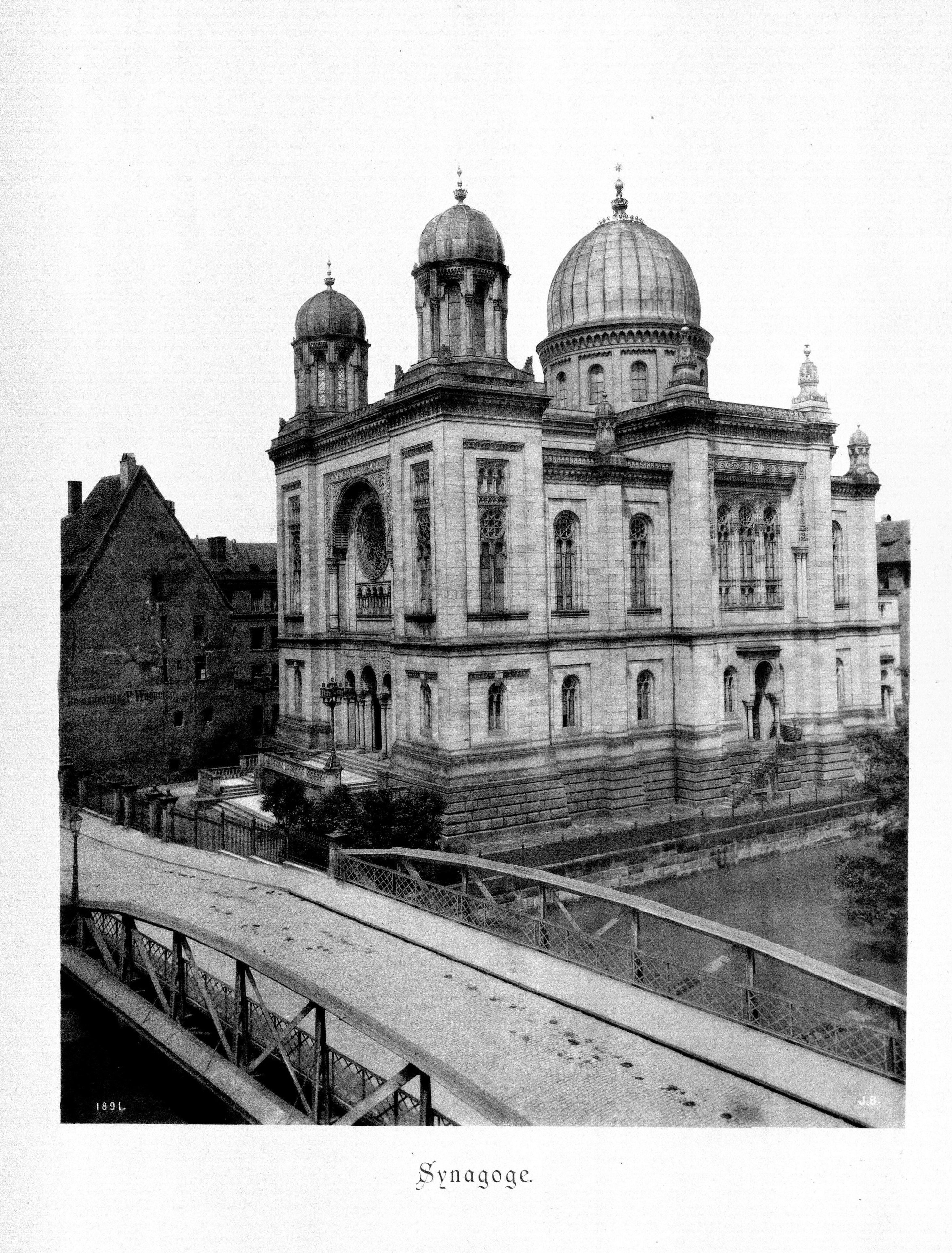
La synagogue avec le pont sur la Pegnitz (1891)
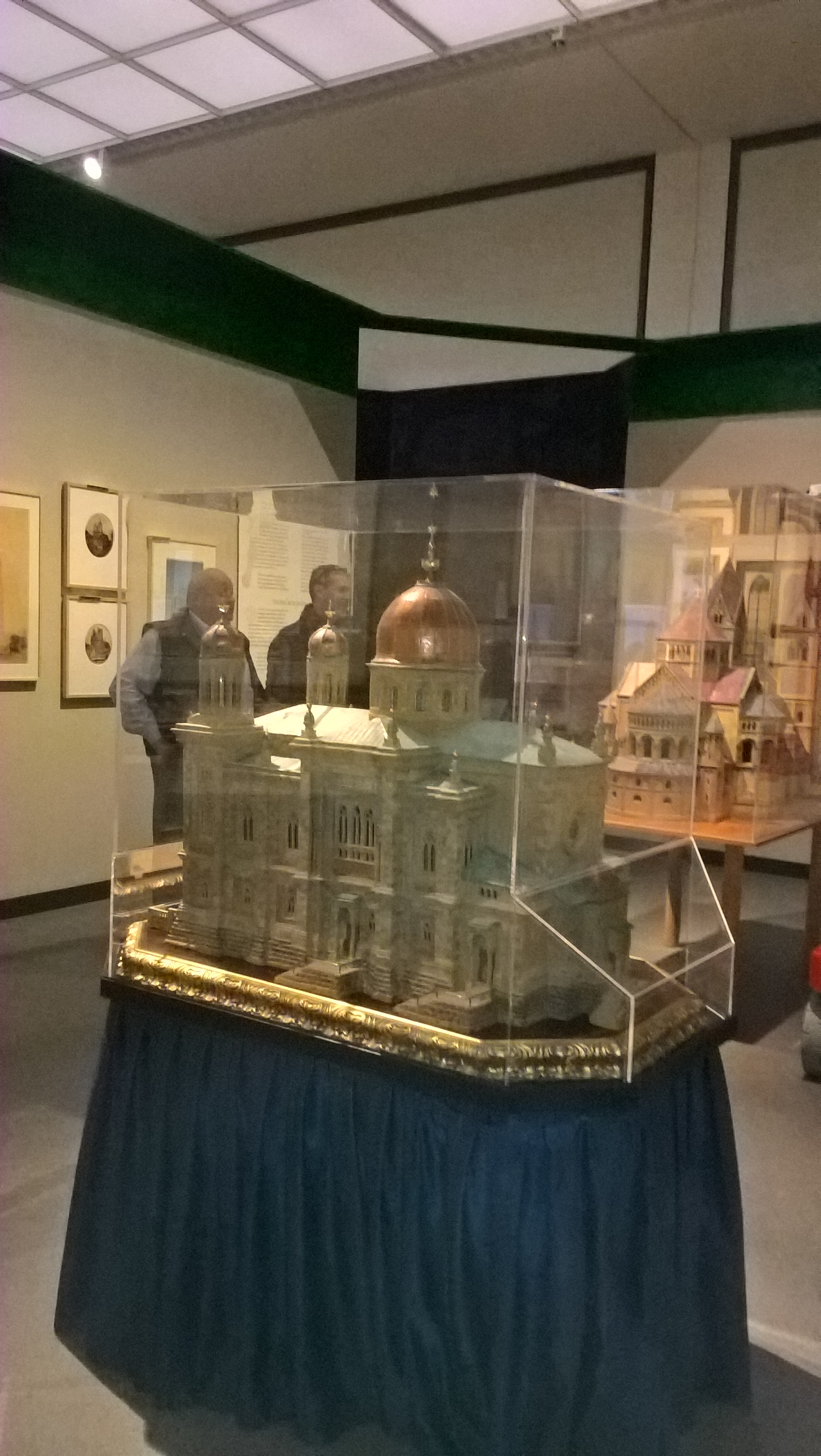
Model of Main Synagogue of Nuremberg, modern Pinakothek museum in Munich, Exhibition Ludwig II, 2018
Vue de la grande synagogue en arrière-plan (1901)

### La destruction de la synagogue en 1938
Pendant des décennies, la vue de l'île Schütt sur la Pegnitz et  les maisons de la rive opposée, avec en arrière-plan la grande synagogue, avait été considérée comme particulièrement pittoresque. De nombreuses cartes postales avec ce motif sont en circulation.
Après l'accession d'Hitler au pouvoir en 1933, Nuremberg est choisi comme la «ville des congrès du Parti", ce qui va avoir de lourdes conséquences pour la communauté juive de la ville dans les années suivantes. Les autorités municipales nazies et le führer de Franconie autoproclamé Julius Streicher, parlent dans leur discours de l'élimination de la «  pollution visuelle dans le Vieux-Nuremberg » ou de remédier à la  « défiguration de la vieille ville de Nuremberg » en parlant des bâtiments juifs ainsi que des œuvres données par des Juifs comme la fontaine de Neptune sur la place du marché principal.
Toute la haine des nazis  se focalise en premier lieu sur la  grande synagogue de la Hans-Sachs-Platz. Lors du nouvel an juif (Roch Hachanah) 1934, 300 à 400 membres de la SA manifestent devant la synagogue. Ils harcèlent les fidèles et tentent de pénétrer dans le bâtiment, avant d'être finalement dispersés par la police.
La même année, le responsable de l’urbanisme, Walter Brugmann écrit un article intitulé « Pollution visuelle dans le Vieux-Nuremberg »: 
« Dans l'image harmonieuse de la Hans-Sachs-Platz s'élève de façon épouvantable la synagogue. Une erreur urbaine grave, sans parler de l'ambiance mortelle du style mauresque dans lequel a été habillé le bâtiment.... Peut-on au moins y remédier en ajoutant un avant-corps? »
L'historien d'art Wilhelm Schwemmer écrit en 1936 dans le journal nazi Fränkische Tageszeitung:   
« L'effet harmonieux de la Hans-Sachs-Platz a été complètement détruit par la synagogue des Juifs de style byzantin."  »
Le 22 juillet 1938, parait dans le même journal une attaque encore plus violente contre la synagogue: 
« Selon l'homme, ainsi sa foi, sa religion. Selon la religion d'un homme, ainsi son lieu de culte. Prétentieuse, sans âme et impertinente, s'élève la synagogue sur un océan d'habitations de Nuremberg...Au milieu de la ville la plus allemande de tous les temps, un morceau d'orientalisme, un morceau de honte gravé dans la pierre.  »
Le bourgmestre de Nuremberg, Willy Liebel, dans sa requête Dispositions pour la refonte de la ville des congrès du parti, datée du 23 avril 1938 mentionne son désir de démolir la synagogue, en se basant sur la loi sur la réorganisation des villes allemandes en date du 4 octobre 1937: 
« La pire horreur de construction au cours des dernières décennies, est…le bâtiment de la synagogue. Cet édifice défigure, avec ses motifs orientaux étrangers, non seulement la Hans-Sachs-Platz, qui possède un encadrement de bonnes vieilles maisons bourgeoises, mais aussi les maisons bourgeoises typiques de la rive nord de la Pegnitz. La solution ne peut être atteinte que par l'élimination complète du bâtiment de la synagogue. »
Le 18 juin 1938, les dirigeants nazis exigent l'accord de la communauté juive pour la démolition volontaire de la synagogue. Devant le refus de celle-ci, la synagogue est expropriée le 3 août.
Auparavant, la communauté juive sur les conseils de l'architecte non-juif Fritz Frisch réussit à extraire la Judenstein, une pierre vieille de 500 ans, reste de la synagogue médiévale de Nuremberg, et  murée dans l'Arche Sainte, pour la mettre en sécurité en l'enterrant dans le cimetière juif.   

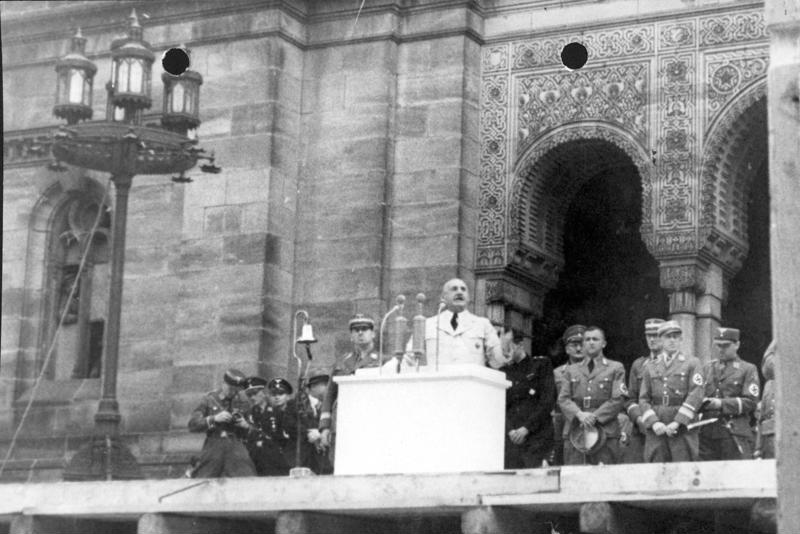
Streicher s'adressant à la foule, lors de la destruction de la synagogue. Bundesarchiv

La démolition de la grande synagogue de Nuremberg débute le 10 août 1938, après un discours de propagande sur la Hans-Sachs-Platz tenu par Liebel et Streicher. Le journal de propagande  Fränkischen Tageszeitung du lendemain écrit: 
« Des hommes, des véhicules, des cyclistes sont tous en mouvement dans un seul sens. Ils se hâtent de tous les quartiers de la ville avec pour objectif la Hans-Sachs-Platz…des milliers et des milliers sont venus…Alors la place et les rues adjacentes sont pleines de gens qui veulent être témoins d'un moment historique. »
Le journal après avoir cité le discours du bourgmestre Liebel, reproduit celui enflammé du führer de Franconie, Streicher: 
« Le jour arrive où le problème juif sera résolu radicalement une fois pour toutes dans le monde entier, parce que l'humanité n'a pas d'autre moyen de s'en sortir. Aujourd'hui, nous brisons une synagogue et jamais plus elle ne sera reconstruite…
Vous travailleurs de Nuremberg, qui autrefois avez été esclaves des Juifs et qui êtes maintenant heureux de contribuer à la construction du nouvel Reich d'Adolf Hitler, je vous donne à présent l'ordre historique: commencez! »
Les travaux de démolitions commencent alors: une grue saisit l'étoile de David située au sommet  du dôme, les candélabres de chaque côté de l'entrée de la synagogue sont arrachés. La synagogue aura complètement disparu avant le début du congrès du parti de la même année. 

## Les rabbins de la synagogue réformée
- de 1874 à 1880: Dr Moritz Lewin; né en 1843 à Wongrowitz (actuellement Wągrowiec en voïvodie de Grande-Pologne – Pologne), décédé en 1914 à Berlin. Il fait de 1866 à 1868 des études à Berlin, avant d'être nommé rabbin de Zurich en 1868, puis premier rabbin de la communauté juive de Nuremberg, nouvellement constituée, où il était en compétition avec Leopold Stein (de). En 1884, il est prédicateur et professeur de religion de la communauté juive réformée de Berlin.
- de 1881/1882 à 1907: Dr Pincus Bernhard Ziemlich; né en 1850 à Rocketnitz en Moravie, actuellement en République tchèque, décédé en 1907 à Nuremberg. Il fait des études à Breslau de 1869 à 1877, et obtient son doctorat à Halle en 1873. En 1877, il prend le poste d'administrateur du rabbinat et professeur de religion à Munich. En 1881/1882 il est nommé rabbin de Nuremberg.
- de 1907 à 1934: Dr Max Freudenthal (de); né en 1868 à Bad Neustadt an der Saale, décédé en 1937 à Munich. Il étudie à Breslau à partir de 1886 et obtient son doctorat en 1891 à Greifswald. Il est professeur de religion à Breslau, puis de 1894 à 1898 rabbin régional d'Anhalt à Dessau. En 1900, il est rabbin et directeur d'une école religieuse à Dantzig (où naît son fils, le futur chef d'orchestre  Heinz Freudenthal) et à partir de 1907, rabbin à Nuremberg.
- de 1912 à 1939: Dr Isaak (Ernst) Heilbronn: né en 1880 à Tann (Rhön), décédé en 1943 à New York.  Étudiant à Berlin à partir de 1898, puis à Breslau; Il obtient son doctorat en 1913 à Erlangen. À partir de 1904, il est aspirant-rabbin à Berlin-Spandau; de 1912 à 1939, il est second rabbin à Nuremberg;  Au printemps 1939, il émigre aux États-Unis et en 1940 est nommé rabbin de la Congregation Beth Hillel de New York.

## Mémorial pour la synagogue
En 1945, le terrain de la synagogue est toujours disponible et une nouvelle synagogue aurait pu y être construite. Mais le plan de reconstruction de la ville de Nuremberg, primé au concours réalisé en 1947 ne le prévoit pas. Dans les travaux d'aménagement urbain des architectes Heinz Schmeißner (un des responsables de la destruction de la synagogue en tant que directeur des bâtiments de la ville de Nuremberg de 1937 à 1945) et Wilhelm Schlegtendal, ce terrain, inoccupé depuis neuf ans doit être réaménagé différemment. Une partie du terrain est acquise un peu plus tard par l'architecte Eduard Kappler qui y construit un bâtiment de bureaux et d'habitation. Sur la partie sud du terrain, est aménagé un nouveau chemin vers la Pegnitz.
En 1988, un monument commémoratif est élevé sur ce terrain, en souvenir de la synagogue détruite. L'ensemble est réalisé par l'artiste  August Hofman: au fond, une plaque de bronze fixée sur un muret représente en bas-relief la synagogue; devant, sur un piédestal rainuré ou est gravée une étoile de David, un bloc parallélépipédique portant l'inscription en allemand et en hébreu: 
« En ce lieu, se trouvait la grande synagogue de Nuremberg, construite en 1874 en style mauresque. Avant la nuit de Cristal, elle a été détruite le 10.08.1938 par les dirigeants nazis et rasée »
À proximité du mémorial de la synagogue, se trouve une plaque commémorative rappelant l'assassinat de Leo Katzenberger. Katzenberger (1873-1942), ancien président de la communauté juive de Nuremberg, condamné après un simulacre de procès et exécuté. 

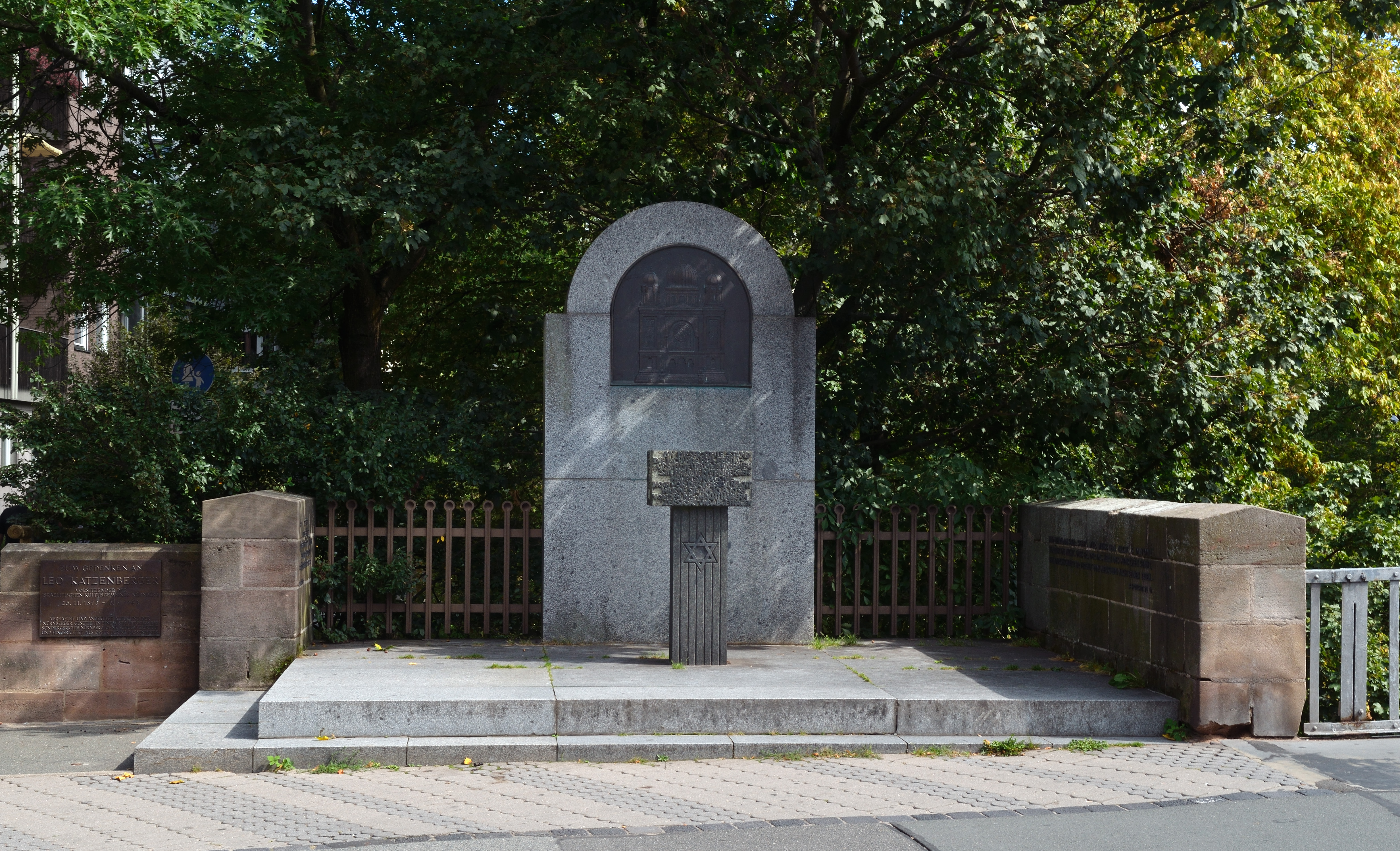
Le mémorial – vue générale
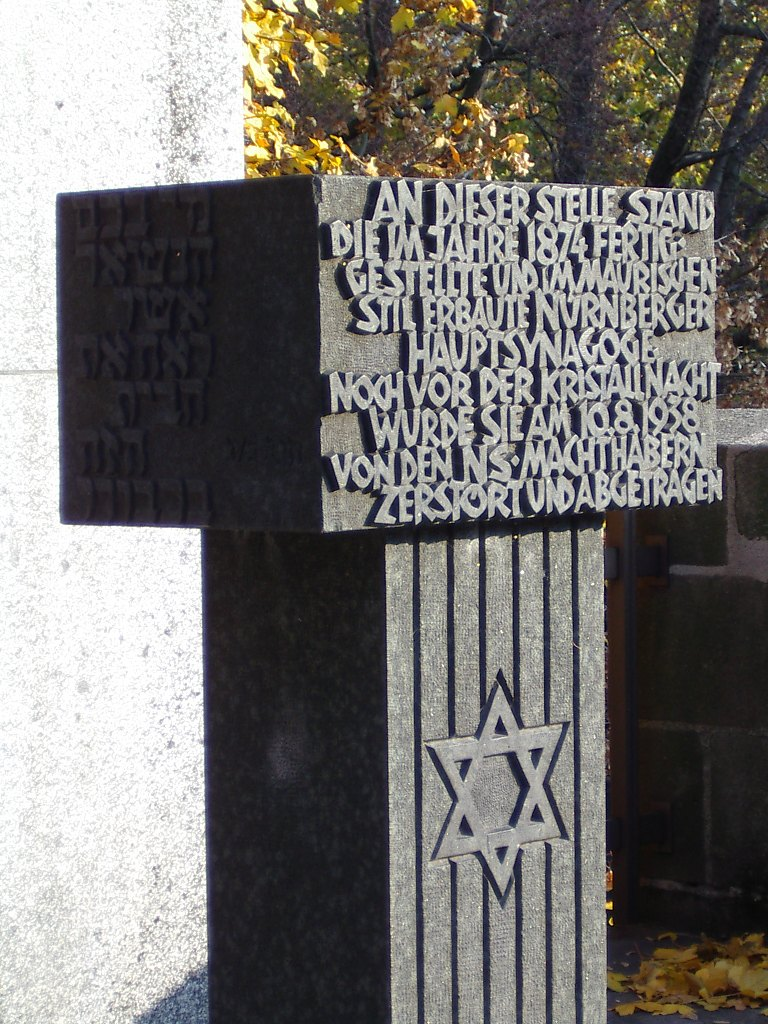
L'inscription en allemand et en hébreu
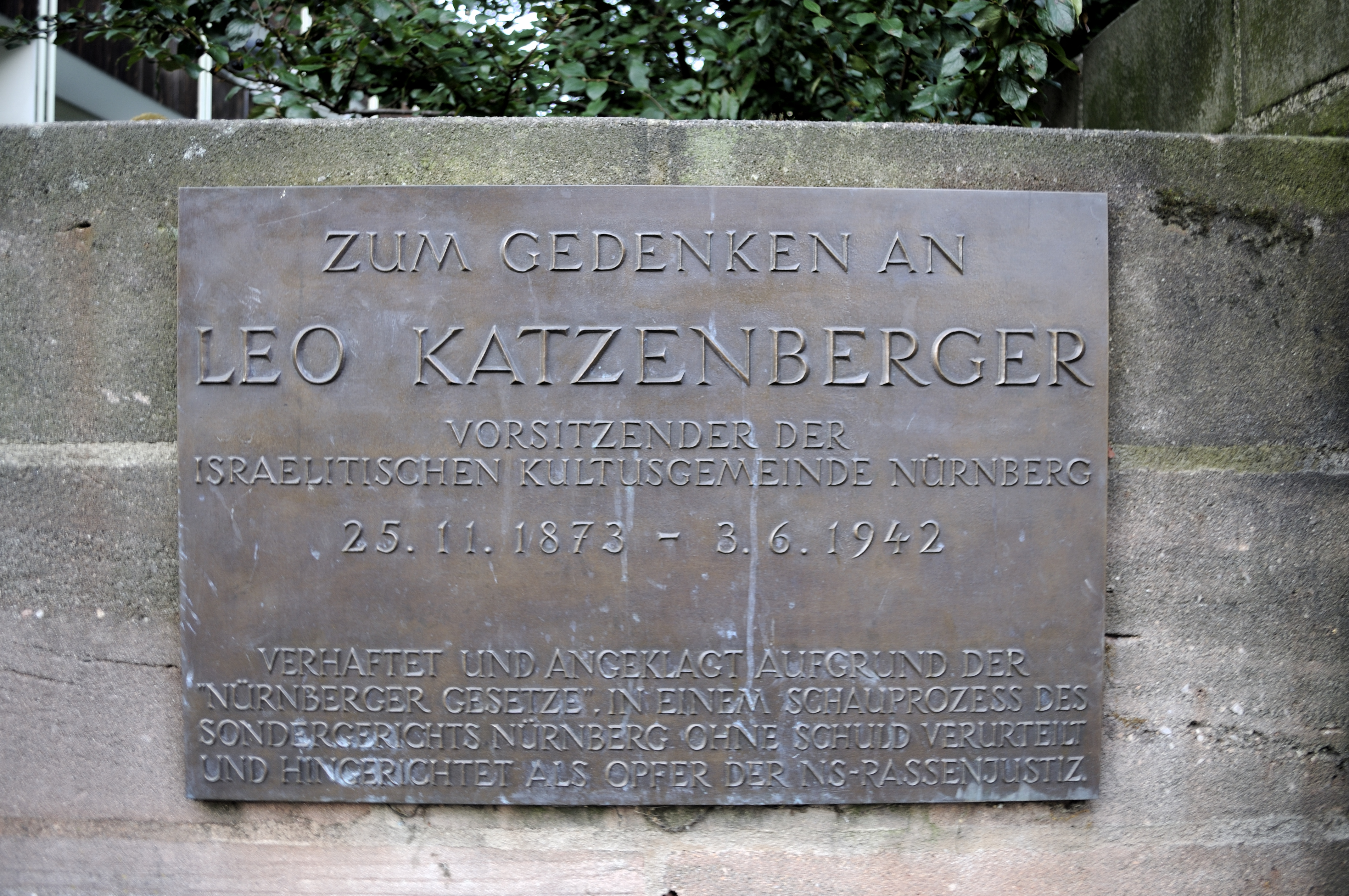
Plaque commémorative à la mémoire de Leo Katzenberger

## La Judenstein
Depuis  Roch Hachana  5748, le 23 septembre 1987, se trouve encastrée dans l'Arche Sainte de la nouvelle synagogue de la communauté juive (Johann-Priem-Straße 20)  une pierre ayant appartenu à la synagogue de Nuremberg du XVe siècle. Deux plaques relatent l'histoire de cette Judenstein, celle récupérée de la synagogue détruite en 1938, et une nouvelle:
« La Judenstein. Un symbole de l'époque avant l'expulsion des Juifs en 1499. Acquise par la communauté israélite et installée en 1909 -  Il arrive un temps où la pierre est expulsée, et de nouveau un temps où la pierre est réunie. »
«  Sauvée des synagogues de Nuremberg détruites en 1499 et 1938. Rapatriée en 1987. Voit cette pierre, qui est un témoignage parmi nous, que nous ne devons pas renier notre Dieu. »